# Ataliva Roca (La Pampa)

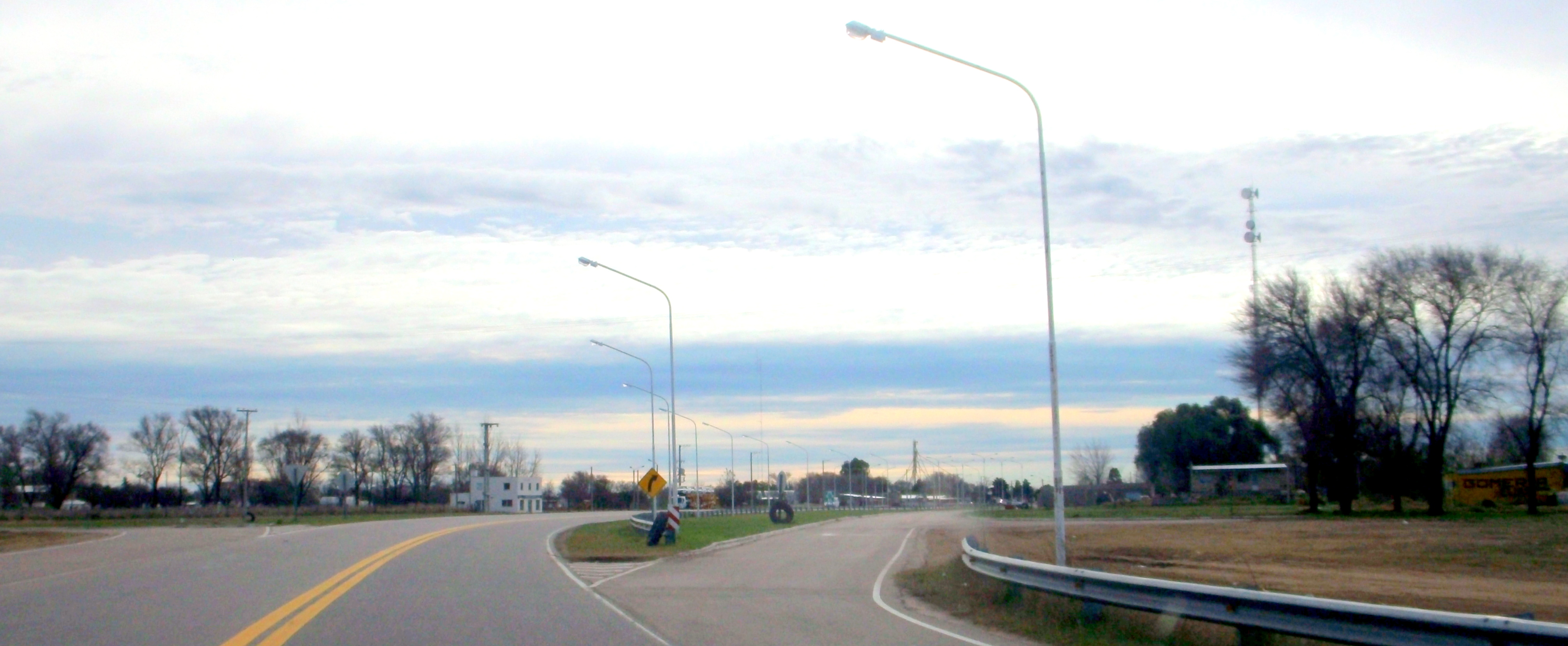
Vista parcial del pueblo

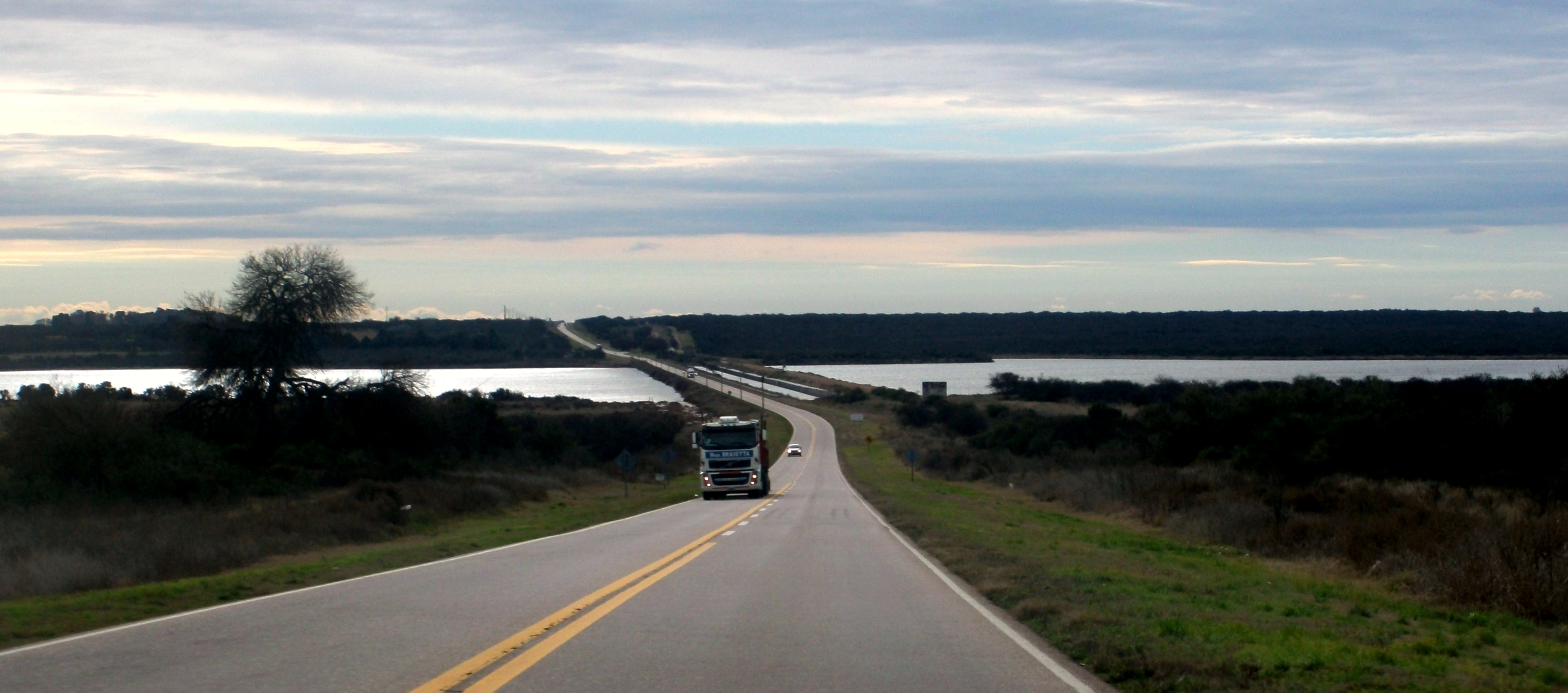
Zona rural próxima al pueblo con inundación

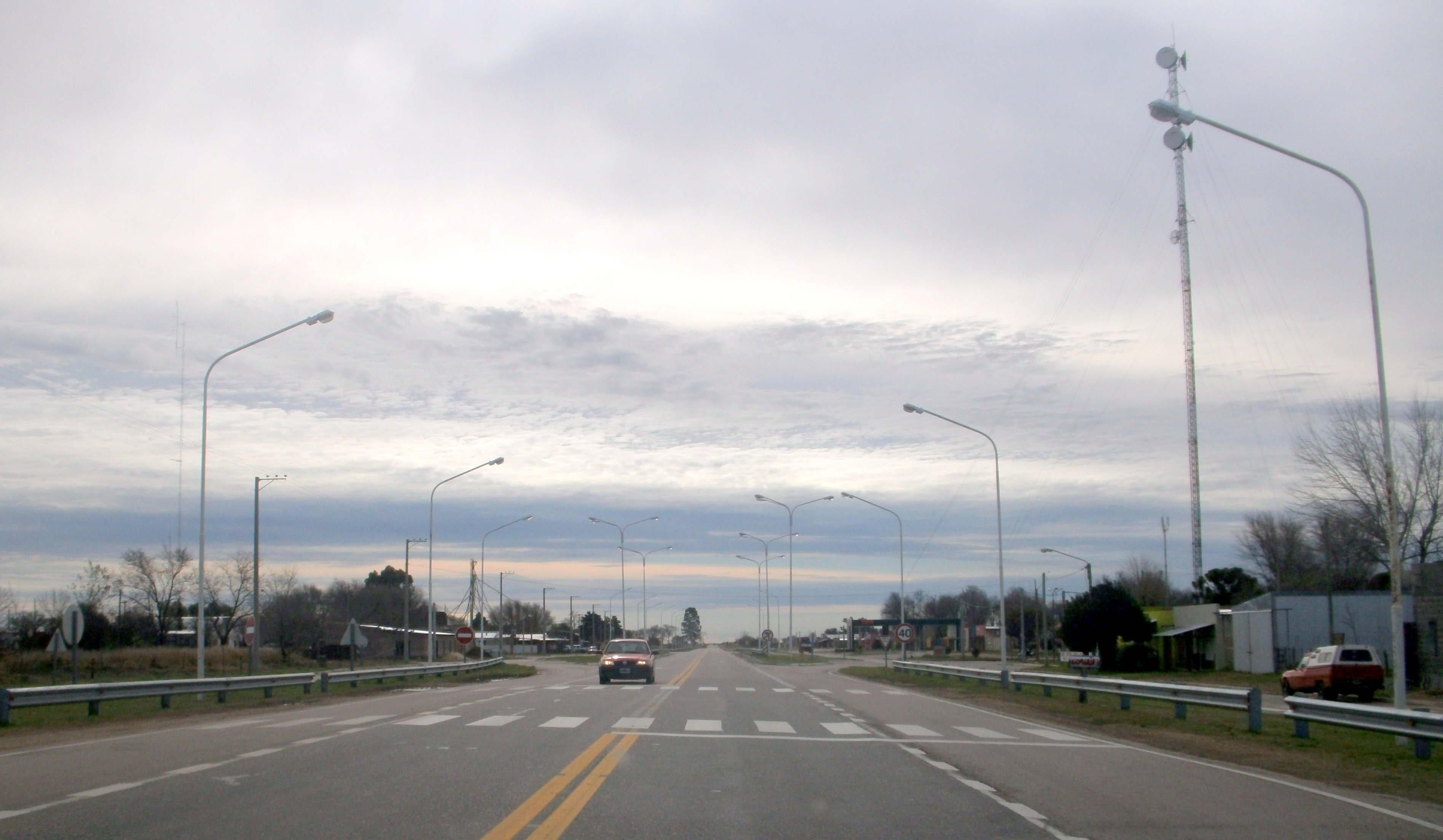
El pueblo desde la ruta

Ataliva Roca es una localidad del departamento argentino de Utracán, en la provincia de La Pampa. La jurisdicción del municipio se extiende también sobre la casi deshabitada localidad de Naicó en el departamento Toay y sobre una zona rural del departamento Atreucó. Se encuentra a 45 km de la capital de la provincia. La cruza la RN 35

## Toponimia
Lleva el nombre de Ataliva Roca, hermano de Julio Argentino Roca y padre político de Pedro Luro, que heredó los predios donde ahora se sitúa el parque provincial de su nombre.
La fundación,  comprende distintas circunstancias. Testimonios escritos la adjudican a Jorge A. Chapuís y otras fuentes recuerdan que se iba a fundar 10 kilómetros al suroeste de su emplazamiento actual, en campos de la familia Nicoletti, en que incluso se enterró un acta de fundación, en un esquinero del terreno. Sin embargo, el documento no pudo ser localizado nunca, pese a las búsquedas.

## Historia
El 20 de septiembre de 1902 nació la localidad, oficiando de madrina doña Concepción Apezzato de Nicoletti y don Jorge Chapuis de padrino.
La ceremonia se hizo en presencia de Juan Walter Stoessel propietario de las tierras que habían pertenecido a Ataliva Roca. Se hallaban presentes dos agrimensores y algunos vecinos, labraron un acta en la cual Stoessel se comprometía a donar los terrenos para entidades de bien público. Firman el acta Stoessel, Rosetti, Chapuis, Rojo, Velázquez, la señora Concepción, Fidel Nicoletti, y otros vecinos. Colocaron la documentación en una botella que lacraron y enterraron en un esquinero del campo, botella que aún no se ha ubicado.
En los primeros años 1903 y 1905 se establecen nuevas familias, los Uranga que llegaban de Bahía Blanca, los Italiani, Frezzi, Edorna, Dotti, y Orellano entre otros. Los primeros pobladores eran la mayoría italianos y españoles, aunque con el correr del tiempo llegaron los árabes y un judío. Don Santiago Orellano era el chasqui. Comenzó a funcionar en 1903 una estafeta postal y el primer encargado el señor Manuel Fernández Meano.
Más tarde la "Colonia Ataliva Roca" como se la llamaba entonces se traslada al lugar actual aduciendo que los terrenos eran más altos. Para esa época, la mercadería se transportaba en carros y sulkys desde Toay, también los nacimientos y todo lo relacionado con Registro Civil y Juzgado de Paz se atendían en Toay. La correspondencia se traía de Naicó dos veces por semana en sulky.
En 1909 se crea la primera escuela cuyo director era don Teófilo Lucero. Se establecen varios negocios: la primera panadería de San Pedro, la carnicería de Acuña y de Aza. El Registro Civil, su primer jefe fue don Teófilo Casal, la Estafeta Postal y la cabina telefónica, funcionaban en la casa de Italiani. Una farmacia botica, Edorna, fue uno de los primeros negocios.
El Registro Civil comenzó a funcionar en 1911, siendo su primer jefe Don Julio Casals. El Juzgado de Paz se crea a partir del 13 de septiembre de 1933, brindando a la localidad asesoramiento gratuito en lo civil, contratos, certificaciones, tramitaciones judiciales.
El pueblo va creciendo paulatinamente y el 20 de octubre de 1922, el encargado del Territorio de la Pampa Central, crea la Comisión de Fomento de Ataliva Roca. Fueron sus primeras autoridades, don Jorge Chapuis, Presidente, Orfeo Pattacini, Tesorero, Eulogio Fernández García secretario.

## Escudo
Autor: Luis Omar klundt, puesto en vigencia por la ordenanza N.º 3/92 de mayo de 1992
Simbología: el caldén, árbol regional en la primera división y la paloma de la paz con la cinta de Argentina en la segunda división, con la inscripción del nombre de la población reafirman su pertenencia a la provincia y a la nación. En la última división el labrador con el arado mancera tirado por un buey, simboliza el homenaje al duro trabajo de los pioneros para forjar su riqueza agrícola ganadera, representada por las espigas de trigo a ambos lados del escudo. La cinta Argentina reafirma su pertenencia a la nación y el sol naciente al inicio de la alborada, de una nueva población.

## Economía
Su economía se basa en la agricultura y la ganadería. En años recientes empezó el trabajo enfocado al turismo.

### Turismo
Sitios de interés:
- Negocio de Ramos Generales de José Teófilo González:

Uno de los pocos de su tipo, es un almacén de ramos generales como los antiguos. El comercio del Sr Santiago Obeso nació casi con el pueblo y en 1950 fue adquirido por José González. Negocio que perdura hasta la fecha y es atendido por su hijo Néstor González.
- Camping José Barreiro:

Ha ido incorporando diferentes servicios con el objetivo de brindarles a sus visitantes una estadía confortable, abarca un predio de dos manzanas, con muy buena forestación. En verano se desarrollan actividades recreativas para niños a partir de los 5 años de edad: juegos de pileta, juegos con la naturaleza, pre deportivo, fogatas, campamentos. Las instalaciones del campamento se componen de:
- - Sanitarios
  - Duchas, para damas y caballeros
  - Parrillas
  - Mesas y bancos
  - Pileta exterior para lavar vajilla y ropa
  - Pileta de natación para grandes y chicos
  - Cancha de padle
  - Cancha de vóley
  - Cancha de fútbol 5

- Parque y lago artificial:

Un espacio verde donde se puede disfrutar de una tarde con amigos familiares. En el parque se nota la dedicación a la naturaleza y medio ambiente, con una amplia variedad de árboles, riego por aspersión, bancos para descansar, juegos para niños, un playón para practicar diferentes actividades como vóley y básquet. Dentro del mismo espacio público podemos encontrar el lago Artificial con sus cascadas, un puentecito que pasa de lado a lado el mismo lago artificial.
- Invernaderos:

Su producción comenzó en el año 2005, cubre actualmente un área de 5.000 m², cubierto de invernaderos, posee un sistema de riego por goteo, existe un galpón de empaques, y se está desarrollando un Proyecto Federal de Innovación productiva con la instalación de un hidrocooler para el pre-enfriado de hortalizas y una cámara frigorífica. Se produce lechuga, acelga, tomates, pimientos, berenjenas. Se comercializa en la localidad y la ciudad de Santa Rosa.
- Fiesta del parque Luro

Esta Fiesta surgió en 2003 bajo la denominación de "unión de voluntades" por iniciativa de un grupo de vecinos del medio encabezados por el doctor Cano, presidente vitalicio del acontecimiento anual. A partir de ese lema se comenzó a organizar esta fiesta, con mucho esfuerzo. Es una fiesta que nació en la calle con la participación de distintos artistas. Es el octavo año que se realiza, con la mano de un nuevo aporte, por cuanto fue declarada de Interés Legislativo y pasó a ser de carácter provincial.
El parque Luro está ubicado en el ejido de Ataliva Roca y tiene que ver con la historia viva del pueblo, donde mucha gente de la localidad trabajó y trabaja en el lugar, son conocedores de las antiguas familias propietarias y administradores, de manera que existen lazos muy importantes que hacen a la propia historia de Ataliva Roca, por eso se decidió ponerle el nombre de la reserva natural al festival"
Durante los tres días de jornadas están al servicio del público: patio de comidas, paseo de los Artesanos, danzas, música, destrezas criollas, desfile criollo, fuegos artificiales y entretenimientos infantiles que tendrán como marco al campamento municipal de la localidad.

## Población
Contó con 1036 habitantes (Indec, 2010), lo que representó un incremento frente a los 930 habitantes (Indec, 2001) del censo anterior. La población se compuso de 550 varones y 486 mujeres, lo que resultó en un índice de masculinidad del 113.17%.
En tanto, las viviendas pasaron de ser 331 a 588.
El censo nacional 2022 arrojó 983 habitantes y 657 viviendas.
| Gráfica de evolución demográfica de Ataliva Roca entre 1991 y 2022 |
|                                                                    |
| Fuente: Censos nacionales del INDEC                                |

## Personas destacadas
- Julieta Alejandra Dobner (Juli), casi Profesora en Historia (UNLPam). Futura Licenciada en Historia (University of Massachusetts). Actualmente se encuentra desempeñando un viaje de estudios sin retorno en la ciudad de Cochabamba (Bolivia). Embajadora cultural en Latinoamérica, influencer, bailarina. Niñera, emprendedora. Apasionada.